# Pippo Franco
Franco Pippo dit Pippo Franco est un acteur, chanteur et présentateur de télévision italien, né le 2 septembre 1940 à Rome.
Son type de jeu s'inspire fortement du cabaret. En tant que chanteur, il apparaît plusieurs fois au Festival de Sanremo, compose de la musique pour enfants, et co-écrit des livres sur l'humour.

## Biographie
Francesco Pippo naît dans une famille irpinienne originaire de Vallata, dans la province d'Avellino, qui avait déménagé à Rome.

### Musique
Francesco Pippo commence à chanter et à jouer de la guitare à la fin des années 1950, écrivant des chansons aux paroles « improbables et surréalistes »[réf. nécessaire]. L'un de ses groupes, Les Pingouins, fait ses débuts en 1960 dans le musicarello de Mario Mattoli Je cherche une maman, accompagnant Mina Mazzini sur trois chansons : La nonna Magdalena, Il cielo in una stanza, et Una zebra a pois.
En 1968, il obtient un modeste succès avec le single Vedendo una foto di Bob Dylan. À partir de la fin des années 1970, Francesco commence à jouer et à composer de la musique pour enfants, ainsi que de la musique pour les spectacles de la loterie italienne qu'il présente à la télévision.
Entre 1979 et 1984, il participe comme présentateur et animateur au Festival de Sanremo. Il y retourne en 2008.
En tant que chanteur, il a enregistré plus d'une douzaine d'albums, dont Cara Kiri (1971), Bededè (1975), Al cabaret (1977), Praticamente, non? (1978), Pippo nasone et Vietato ai minori (1981) ainsi qu'une quinzaine de 45 tours vinyles, dont La licantropia, qui a participé au Cantagiro de 1969. Une de ses plus célèbres chansons est Cesso.

### Cinéma
En 1969, il joue son premier rôle dans le film Nell'anno del Signore, réalisé par Luigi Magni, film à succès au box-office avec des acteurs comme Nino Manfredi, et Claudia Cardinale.
Dans les années 1970, il joue dans diverses comédies italiennes, dont de nombreuses comédies érotiques comme Quel'gran pezzo dell'Ubalda tutta nuda e tutta calda (1972) de Mariano Laurenti ou Giovannona Coscialunga disonorata con onore (1973) de Sergio Martino, toutes les deux aux côtés d'Edwige Fenech.
Francesco Pippo travaille à nouveau avec Martino et Fenech en 1980 dans Zucchero, miele e peperoncino et, en 1982, dans Ricchi, ricchissimi… praticamente in mutande,.
Il participe parallèlement à quelques productions internationales comme Avanti! (1972) de Billy Wilder aux côtés de Jack Lemmon et Juliet Mills.
Il réalise son premier film en 1981, La gatta da pelare, pour lequel il a également écrit le scénario et le script.
Dans les années 1970, à la télévision, il participe à des films, séries et spectacles de variétés.

### Télévision
Francesco Pippo entame une carrière à la télévision en 1971 avec Riuscirà il cav. papà Ubu?, réalisé par Vito Molinari et Giuseppe Recchia. Il alterne par la suite téléfilms, séries et émissions de variétés.
En 1980, il présente chaque semaine le tirage de la loterie nationale avec son épouse, Laura Troschel, et Claudio Cecchetto. Dans les années 1990, il apparaît dans la comédie La sai l'ultima? avec le présentateur de télévision anglais Harold Davies.
Dans les années 2000, il présente l'émission de variétés Bellissima: Cabaret Anticrisi, en coopération avec la compagnie de variétés Il bagaglino.

### Écrits
Francesco Pippo a écrit trois livres avec Antonio Di Stefano : Non prenda niente tre volte al giorno (2002), Qui chiavi subito (2006) et L'occasione fa l'uomo ragno. Strafalcioni, cartelli, scritte sui muri e altri di capolavori umorismo involontario (2007), publiés par Mondadori.

### Politique
En 2006, Pippo Franco est candidat pour le Sénat italien sur la liste de la Démocratie chrétienne pour les autonomies dans le Latium lors des élections générales italiennes. Malgré le soutien de Giulio Andreotti, il échoue obtenant seulement 0,6 % des voix

## Filmographie

### Films
- 1968 : Chimera d'Ettore Maria Fizzarotti
- 1969 : Les Conspirateurs (Nell'anno del Signore) de Luigi Magni[10]
- 1969 : L'odio è il mio Dio de Claudio Gora
- 1969 : Zingara de Mariano Laurenti
- 1969 : Il giovane normale de Dino Risi
- 1969 : Pensiero d'amore (it) de Mario Amendola
- 1970 : Juste un gigolo (Basta guardarla) de Luciano Salce
- 1970 : W le donne d'Aldo Grimaldi
- 1970 : Il debito coniugale de Franco Prosperi
- 1971 : Mazzabubù... Quante corna stanno quaggiù? de Mariano Laurenti
- 1972 : Boccace raconte (Boccaccio) de Bruno Corbucci
- 1972 : Fais vite, monseigneur revient ! (Quel gran pezzo dell'Ubalda tutta nuda e tutta calda) de Mariano Laurenti
- 1972 : Avanti! de Billy Wilder[11]
- 1973 : Rugantino de Pasquale Festa Campanile
- 1973 : Furto di sera bel colpo si spera (it) de Mariano Laurenti
- 1973 : Patroclooo!... e il soldato Camillone, grande grosso e frescone (it) de Mariano Laurenti
- 1973 : Mademoiselle cuisses longues (Giovannona Coscialunga disonorata con onore) de Sergio Martino
- 1974 : La via dei babbuini de Luigi Magni
- 1974 : Cavale, Tonton ! (La sbandata) d'Alfredo Malfatti et Salvatore Samperi
- 1976 : Hanno ucciso un altro bandito de Guglielmo Garroni (de)
- 1976 : Remo e Romolo - Storia di due figli di una lupa (it) de Mario Castellacci (it) et Pier Francesco Pingitore
- 1977 : Nerone (it) de Mario Castellacci et Pier Francesco Pingitore
- 1978 : L'inquilina del piano di sopra (it) de Ferdinando Baldi
- 1978 : Scherzi da prete (it) de Pier Francesco Pingitore
- 1979 : Tutti a squola de Pier Francesco Pingitore
- 1979 : L'imbranato (it) de Pier Francesco Pingitore
- 1980 : Arrivano i bersaglieri de Luigi Magni
- 1980 : Il casinista (it) de Pier Francesco Pingitore
- 1980 : Ciao marziano (it) de Pier Francesco Pingitore[12]
- 1980 : Il ficcanaso (ou La profesora se denuda) de Bruno Corbucci[6]
- 1980 : Sucre, Miel et Piment (Zucchero, miele e peperoncino) de Sergio Martino
- 1981 : La gatta da pelare (it) de Pippo Franco
- 1982 : Ricchi, ricchissimi... praticamente in mutande de Sergio Martino[7]
- 1982 : Attenti a quei P2 (it) de Pier Francesco Pingitore
- 1983 : Sfrattato cerca casa equo canone (it) de Pier Francesco Pingitore
- 1983 : Due strani papà (it) de Mariano Laurenti
- 1983 : Il tifoso, l'arbitro e il calciatore (it) de Pier Francesco Pingitore
- 1992 : Gole ruggenti (it) de Pier Francesco Pingitore
- 2010 : Il Numero 2 de Vito Cea (it)

### Télévision
- 1971 : Riuscirà il cav. papà Ubu? de Vito Molinari et Giuseppe Recchia.
- 1973 : Dove sta Zazà d'Antonello Falqui
- 1975 : Mazzabubù d'Antonello Falqui
- 1978 : Il Ribaltone d'Antonello Falqui
- 1979 : C'era una volta Roma de Pier Francesco Pingitore
- 1979 : I racconti di fantascienza di Blasetti (épisode L'assassino) d'Alessandro Blasetti
- 1990 : Senator de Gianfrancesco Lazotti
- 1997 : Ladri si nasce de Pier Francesco Pingitore
- 1998 : Ladri si diventa de Pier Francesco Pingitore
- 1999 : Tre stelle de Pier Francesco Pingitore
- 2000 : La casa delle beffe de Pier Francesco Pingitore
- 2007 : Di che peccato sei? de Pier Francesco Pingitore

## Discographie

### Singles
- 1967 : Vedendo una foto di Bob Dylan/Monsieur Custer Arc, UN 4111
- 1969 : Qualsiasi cosa faccia/La licantropia Dischi Ricordi, SRL 10557
- 1976 : Praticamente/scherzi stupidi Cinevox, SC 1086
- 1977 :
  - Isotta/Ninna Nanna Nonna Cinevox, SC 1103
  - Quanto sei bella Roma/L'autostop Cinevox, SC 1099 (single par Laura Troschel
  - Il Bello e la Bestia Cinevox (single par Laura Troschel)
- 1978 : Di questo bel terzetto/Pippo Nonna, Cinevox, SC 1116
- 1979 :
  - Mi scappa la pipì, papà/Dai compra Cinevox, SC 1124
  - Ammazza quant è soutien-gorge/Andiamocene a Casa Lupus, LUN 4902
- 1980 :
  - Dai lupone dai/La gente mi vuole mâle Cinevox, SC 1141
  - La puntura/Sono Pippo col naso Lupus, LUN 4906
  - Prendi de la fortuna par la coda/Aria di festa Lupus, LUN 4912
  - Mandami una cartolina/Lezione di inglese Lupus, LUN 4914
- 1982 : Che fico!/Ma guarda un po le Lupus, LUN 4926
- 1983 : Chì Chì Chì Cò Cò Cò/Caaasa Lupus, LUN 4943
- 1984 : Pinocchio Chiò/La pantofola Dischi Ricordi, SRL 11000
- 1986 : Pepè/Pollice Cinevox, SC 1194
- 1988 : Il ballo marocchino/Strum Cinq Enregistrement, FM 13206

### LP
- 1968 : I Personaggi Di Pippo Franco
- 1971 : Cara Kiri, Dischi Ricordi, SMRL 6085; Cinevox, ORL 8053
- 1975 : Bededè, Cinevox, SC33/22
- 1977 : Coll de cabaret, Cinevox, SC33/32 (spectacle théâtral avec Bombolo et Sergio Leonardi)
- 1978 : Praticamente pas, Cinevox, ORL8301
- 1979 :
  - Busti al Pincio, Cinevox, CAB2001 (spectacle)
  - c'era una volta Roma, Cinevox, CAB2005 (spectacle théâtral avec Laura Troschel)
- 1981 : Vietato ai minori, le Lupus, LULP 14905
- 1984 :
  - Pippomix, Dischi Ricordi, TSMRL6319 (collection)
  - Super Pippo Franco Bambini, WEA, EAN 0008696 (collection de singles et faces b)

## Publications
- 1981 - Il matto in casa, Editoriale Due I
- 2001 - Pensieri per vivere. Itinerario di evoluzione interiore, Edizioni Mediterranee  (ISBN 88-272-1418-6)
- 2003 - Non prenda niente tre volte al giorno. Il lato comico dell'esperienza umana (avec Antonio Di Stefano), Mondadori  (ISBN 88-04-51275-X)
- 2006 - Qui chiavi subito. Insegne, annunci, cognomi e strafalcioni tutti da ridere (avec Antonio Di Stefano), Mondadori  (ISBN 88-04-53597-0)
- 2007 - L'occasione fa l'uomo ragno. Strafalcioni, cartelli, scritte sui muri e altri capolavori di umorismo involontario (avec Antonio Di Stefano), Mondadori  (ISBN 88-04-56832-1)